# Tarzoon, de schande van de jungle
"Tarzoon, de schande van de jungle" (originele titel: Tarzoon: Shame of the Jungle, Franse titels: Tarzoon, la honte de la jungle en La Honte de la jungle, Vlaamse titels: Tarzoon, de schande van de jungle en De Schande van de jungle) is een Frans-Belgische animatiefilm uit 1975, geregisseerd door Picha en Boris Szulzinger, en geproduceerd door Valisa Films (België) en S.N.D. (Frankrijk). De film ging voor het eerst in première in de Franse bioscopen op 4 september 1975 (onder de distributie van Fox-Lira) en werd een paar maanden later ook in België uitgebracht. In Nederland werd de film op 26 februari 1976 in de bioscopen uitgebracht (onder de distributie van CFM Filmverhuur).
Ondanks dat de film tijdens de productie tussen Frankrijk en België werd gemaakt, werd hij eigenlijk eerst in het Engels gemaakt, omdat de regisseur van de film (Picha) het leuk vond om iets in "Amerikaans" te maken. Hij wilde ook dat de film vanaf het begin internationaal zou zijn.

## Stemacteurs
| Rol                                              | Origineel                                           | Frans                                                                         |
| ------------------------------------------------ | --------------------------------------------------- | ----------------------------------------------------------------------------- |
| De verteller                                     | Bob Perry                                           | Bernard Dhéran                                                                |
| Shame (Tarzoon)                                  | Johnny Weissmuller Jr.                              | Georges Aminel                                                                |
| June                                             | Emily Prager                                        | Arlette Thomas                                                                |
| Koningin Bazonga                                 | Pat Bright                                          | Paule Emanuele                                                                |
| Charles Nº1                                      | Brian Doyle-Murray                                  | Pierre Trabaud                                                                |
| Charles Nº2                                      | Andrew Duncan                                       | Roger Carel                                                                   |
| Professor Cedric Addlepate                       | Guy Sorel                                           | Guy Piérauld                                                                  |
| Stella Starlet                                   | Judy Graubart                                       | Laurence Badie                                                                |
| Brutish                                          | Adolph Caesar                                       | Marc de Georgi                                                                |
| Short                                            | Christopher Guest                                   | Roger Carel                                                                   |
| Craig Baker (Franse versie: De Belgische goeroe) | John Belushi                                        | José Géal                                                                     |
| Radiojournalist                                  | Bill Murray                                         | Philippe Dumat                                                                |
| Nurse                                            | Christopher Guest                                   | Lita Recio                                                                    |
| Overige stemmen                                  | Deya Kent, M. Vernon, Tony Jackson en John Baddeley | Georges Aminel, Arlette Thomas, Laurence Badie, Roger Carel en Pierre Trabaud |

| Credits nasynchroniseren | Credits nasynchroniseren          | Credits nasynchroniseren           |
| Rol                      | Engels (origineel)                | Frans                              |
| ------------------------ | --------------------------------- | ---------------------------------- |
| Studio                   | ??? (New York)                    | Société nouvelle de doublage (SND) |
| Regie                    | Anne Beatts en Michael O'Donoghue | Michel Gast                        |
| Adaptatie                | Anne Beatts en Michael O'Donoghue | Pierre Bartier en Christian Dura   |